# John Lukic
Jovan „John” Lukić (ur. 11 grudnia 1960 w Chesterfield) – angielski piłkarz serbskiego pochodzenia występujący na pozycji bramkarza. Całą swoją karierę spędził w barwach Leeds United oraz Arsenalu, dla których rozegrał w sumie 668 spotkań. Ma za sobą występy w reprezentacji Anglii do lat 21, jak i w kadrze B.

## Sukcesy

### Arsenal
- Mistrzostwo Anglii: 1988/89
- Puchar Ligi Angielskiej: 1986/87

### Leeds United
- Mistrzostwo Anglii: 1991/92